# Puskás László (festő)

Szent Család mozaik oltárkép Kazincbarcikán

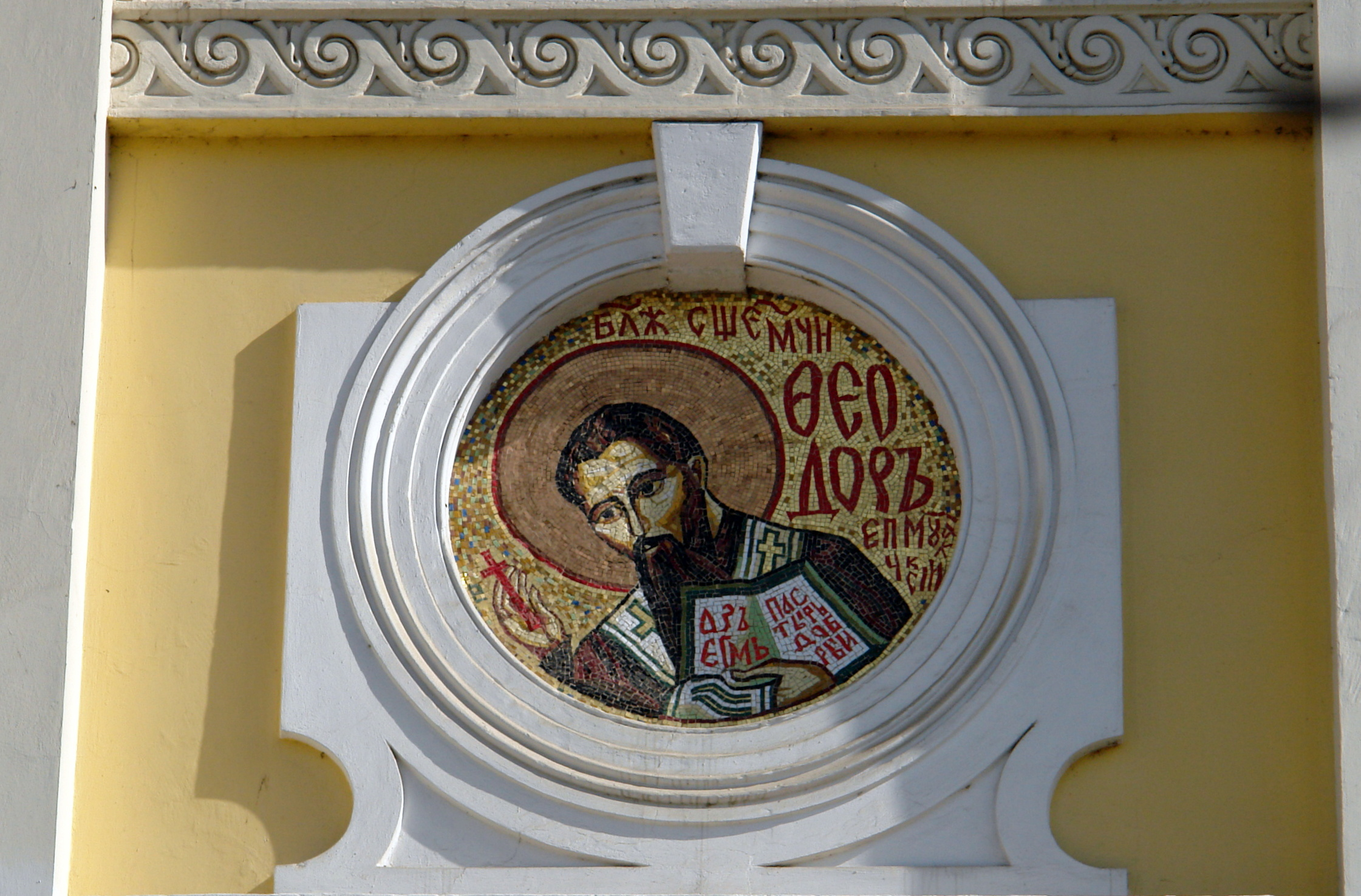
Romzsa Tódor mozaik az ungvári székesegyház homlokzatán

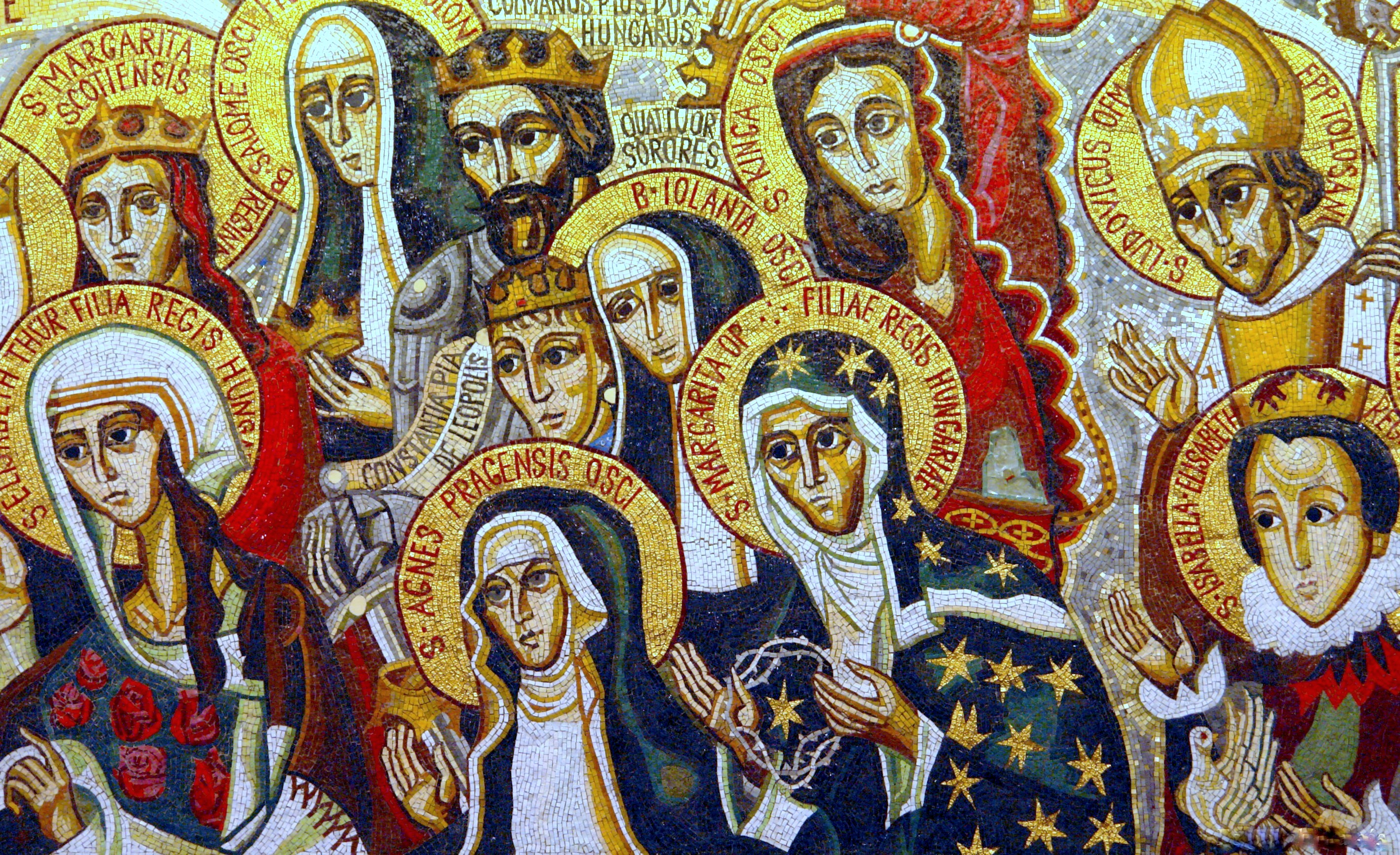
Krakkó, Isteni Irgalmasság-templomban a magyar szentek és boldogok mozaik-sorozat részlete, 2004

Puskás László (Ungvár, 1941. február 22. – 2023. november 24.) görögkatolikus lelkész, festőművész, mozaik-alkotó művész, író.

## Pályafutása
Édesapja, id. Puskás László (1910–1969) az ungvári görögkatolikus székesegyház papja volt. 1959 és 1965 között a lvivi Iparművészeti Főiskola szövött-textil szakán tanult. Mesterei voltak: Karlo Zvirinszky, Ivan Szkobalo, Ungváron Koczka András. 1967-től 1972-ig adjunktusként dolgozott a lembergi Iparművészeti Főiskola festészeti tanszékén. 
1974-ben Magyarországon telepedett le. Tanulmányúton járt a Szovjetunióban, Francia-, Olasz-, Németországban, Jugoszláviában, Kanadában, Izraelben és Belgiumban.
A Pázmány Péter Teológiai Akadémián tanult, 1993-ban Kárpátalján szentelték görögkatolikus pappá. 
1996t-ól főszerkesztője a Communio nemzetközi teológiai folyóirat ukrán kiadásának. Görögkatolikus papi szolgálatát Ungváron látja el.

## Díjak, elismerések
- 1959: UNESCO-ezüstérem
- 1967: KOMSZOMOL KB-díj
- 1977-80: Derkovits-ösztöndíj
- 1980: MM nívódíja

## Egyéni kiállítások
- 1971 • Képző- és Iparművészeti Szövetség Kiállítóterem, Lemberg (kat.)
- 1972 • Ukrán Képzőművészeti Múzeum, Lemberg
- 1973 • Ukrán Képző- és Iparművészeti Szövetség Kiállítóterme, Kijev (kat.) • Egry József Terem, Nagykanizsa
- 1975 • Gulácsy Terem, Szeged (kat.) • Marczibányi téri Művelődési Ház, Budapest (kat.)
- 1977 • Mednyánszky Terem, Budapest (kat.)
- 1983 • MGTSZ Galéria, Kerepestarcsa (kat.) • Derkovits Gyula Terem, Szombathely [Puskás Nadiával] (kat.)
- 1986 • Csepel Galéria, Budapest (kat.)
- 1987 • Börzsöny Múzeum [Puskás Nadiával], Szob (kat.)
- 1988 • Magány-galériák, Nürnberg • Neustadt • Bamberg (kat.).

## Válogatott csoportos kiállítások
- 1964, 1966 és 1974 között moszkvai össz-szövetségi kiállításokon vett részt és gyakran külföldi bemutatókra is kiküldték képeit: például:
- 1973 • Szocialista országok festészeti biennáléja, Szczecin (PL)
- 1975 és 1988 között gyakran szerepelt a Műcsarnok országos kiállításain, valamint a szegedi nyári tárlatokon
- 1985 • Magyar Gobelin 1945-1985, Műcsarnok, Budapest.

## Művek közgyűjteményekben
Állami Képtár, Lemberg • Állami Múzeum, Kijev • Állami Tretyjakov Képtár, Moszkva • Lvovi Nemzeti Múzeum, Lemberg • Móra Ferenc Múzeum, Szeged • Művészeti Múzeum, Dnyipro.

## Köztéri művei
- Káma (szövött gyapjú, 1971, Perm, Szovjet Komi Autonóm Köztársaság, Művelődési Központ)
- poliptichon (13 darabos, rétegelt lemez, tempera, 1973, Sztebnik (SZU), a Kálium Kombinát Művelődési Házának előcsarnoka)
- dekoráció (mozaik, 1974, Eszeny [UA], Kárpátalja, Művelődési Ház homlokzata)
- görögkatolikus templomok hajóiban, szentélyeiben és mennyezetén olaj-kazeines szekkó falfestés: Garanda (1977) • Galvács (1979) • Nyírkáta (1984) • Balsa (1985) • Vencsellő (1986) • Fábiánháza (1987) • székesegyház, Toronto (1989) • székesegyház, Hajdúdorog (1989-90) • Sárospatak (1991) • Felsőzsolca (1991).
- keresztplasztika (kerámialap, égetett angofestés, 1994, Halásztelek, templom)
- triptichon (mozaik, 1994, Bököny, templom homlokzat)
- triptichon (mozaik, 1997, Újvidék [YU], templom)
- Ikonosztázok, olajtempera, fatábla: Hajdúsámson (1980) • Legyesbénye (1982) • Mogyoróska (1988-89) • Halásztelek (1993) • Vizsoly (1994-96).
- Ungvár, görögkatolikus székesegyház homlokzatán, Romzsa Tódor mozaik, 1997.
- Krakkó, Isteni Irgalmasság-templom Magyar Kápolnájában: magyar szentek és boldogok mozaik-sorozat, 2004.
- Rábé (Törökkanizsa, Szerbia) Szent Adalbert-templom mozaikoltárkép, 2005.
- Kazincbarcika, Szent Család templom, mozaikoltárkép, 2007.

## Főbb publikációi
- A hely, ahol állsz, Szent Föld (fotóalbum), Budapest, 1989
- Puskás László–Bacsóka Pál: Házad ékessége. Görögkatolikus templomok, ikonok, ikonosztázok Magyarországon, Nyíregyháza, 1991
- Romzsa Tódor püspök élete és halála; Don Bosco, Budapest, 1998
- Megalkuvás nélkül. Romzsa Tódor élete és halála; Barnaföldi Archívum, Budapest, 2001
- Puskás László: Megalkuvás nélkül. Boldog Romzsa Tódor élete és vértanúhalála; 2. bőv. kiad.; Barnaföldi Archívum, Budapest, 2005
- Puskás László: Romzsa Tódor felszentelt vértanú. A Munkácsi Görög-Katolikus Egyházmegye püspökének élete és vértanú halála; Józsefvárosi Ruszin Kisebbségi Önkormányzat–Fővárosi Ruszin Kisebbségi Önkormányzat, Budapest, 2008
- Puskás László: Ilyeneké Isten országa. Isten szolgája Orosz Péter (1917–1953) titokban felszentelt püspök élete és vértanúsága; Szent Atanáz Görög Katolikus Hittudományi Főiskola, Nyíregyháza, 2010